# Пресова кватира УСС
Пре́сова квати́ра УСС — допоміжна культурно-просвітня формація УСС, головним завданням якої було збирання, поширення та збереження матеріалів з історії Леґіону Українських січових стрільців, збереження традицій стрілецтва. З часом її функції поширилися на духовне, культурне й просвітницьке життя Леґіону.

## Відомості

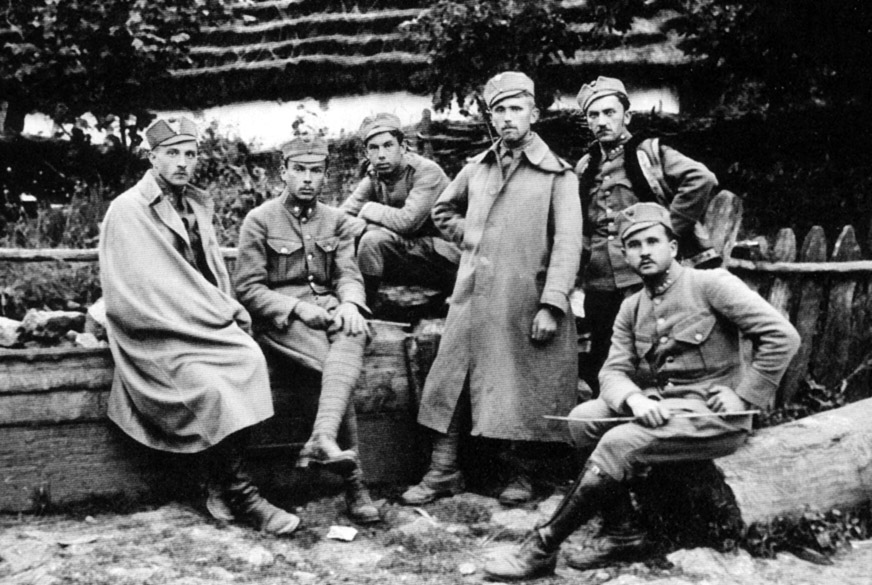
Гурток Пресової Кватири у полку УСС, липень 1916 р. Зліва направо: Роман Купчинський, Іван Іванець, Василь Оробець, Василь Дзіковський, Лев Лепкий, Теофіл Мойсейович

Ідея про заснування Пресової квартири УСС зародилася в 1914 році завдяки ініціативі сотника Никифора Гірняка, четарів Петра Герасиміва та Юліана Буцманюка, Івана Іванця, підхорунжого Миколи Угрина-Безгрішного, лікаря Івана Рихла. Як формація УСС цей осередок сформувався з початком 1915 року.
У Пресової кватири були осередки на фронті, а також у Запасній сотні УСС (стрільці називали її «кошем», «кадрою») й Вишколі УСС, які здійснювали вишкіл добровольців, котрі поповнювали ряди Леґіону. Фронтовим осередком Пресової кватири від її створення керував Юліан Буцманюк, а з травня 1915 — Іван Іванець. Незважаючи на важкі польові умови, фронтова Пресова кватира працювала активно аж до початку липня 1917, коли у боях під Конюхами на Тернопільщині втратила провідних співробітників. Надалі її праця стала принагідною.
Діяльність Пресової кватири в Коші розпочалася 9 березня 1915 року та полягала передусім у забезпеченні загальної освіти та поглибленні національної свідомості стрільців. Обов'язки голови виконували Теофіль Мелень, підхорунжий Осип Назарук, а з жовтня 1915 р. — Микола Угрин-Безгрішний.
Вісім відділів Пресової кватири Коша працювали у просвітницькій, культурній, виховній, видавничій, науковій, економічній сферах, щоб охопити всі сторони стрілецького життя.
З травня 1915 стараннями підхорунжого Угрина-Безгрішного в Коші були засновані читальня (завідувач підхорунжий Лев Камінський, згодом — вістун Захар Ткачук) й бібліотека (підхорунжий Степан Чумак і вістун Адам Лушпінський); забезпечено їх літературою за допомогою українських інституцій та самого стрілецтва. У квітні 1916 бібліотека вже налічувала із 600 книг — серед них твори М. Аркаса, В. Антоновича, В. Винниченка, М. Гоголя, М. Грушевського, М. Драгоманова, Е. Золя, Л. Толстого, І. Франка та ін.
У червні 1915 р. у Коші зорганізовано курси для неписьменних (учителі — десятник Луць Лісевич, вістуни Гриць Кадлубицький і Яків Кобилянський, стрілець Андрій Дідик); за ініціативою вістуна Степана Прідуна, студента Віденського університету — стрілецька гімназія, у якій викладали, крім нього, студенти Чернівецького університету (десятник Іван Гуцуляк, стрільці Андрій Дідик й Теодор Вишиваний), викладачі гімназій (підхорунжий Микола Угрин-Безгрішний, четар Сава Никифоряк, стрільці Юліан Мінько, Юліан Гірняк, Лев Смулка, Антін Лотоцький та ін.). У переліку навчальних предметів гімназії були: українська, грецька, латинська, німецька мови; математика, фізика, природознавство; психологія, логіка, історія філософії та стародавня історія. Після вивчення цих предметів стрільцям-гімназистам дозволяли виїздити до українських гімназій для здачі іспитів. Загалом майже 140 стрільцям удалося таким чином закінчити гімназії та здобути середню освіту. Подібно й студентам університетів командування сприяло у наданні короткочасних відпусток для здачі іспитів. На середину 1916 до 28 % УСС мали середню та вищу освіту; стільки ж — неповну середню.
Під опікою Пресової кватири працювали й різні осередки культурно-мистецької сфери, дуже популярні серед стрільців.
Найціннішим матеріалом щодо документального відтворення діяльності УСС була стрілецька фотографія, яку презентували світлини підхорунжих Миколи Угрина-Безгрішного та Теофіля Мойсейовича, четарів Івана Іванця й Юліана Буцманюка, стрільця Василя Оробця та ін.
Не менш важливими були малярські твори. Стрілець Осип Курилас, випускник Краківської академії мистецтв, за короткий час з осені 1915 р. в майстерні, облаштованій при командуванні полку в селі Тудинка, написав близько 200 портретів стрільців (зокрема, Г. Коссака, С. Ґорука, Д. Вітовського), полотен боїв та побуту УСС, зокрема батальні картини «Маківка», «На Лисоні». Багато картин, акварелей, рисунків, ілюстрацій на теми стрілецького життя й боротьби створили хорунжі Юліан Назарак, студент Краківської академії мистецтв, Мирон Талпаш, підхорунжі Лев Лепкий та В.Старчук, вістуни Іван Ткачук, В. Розумович, четарі Іван Іванець, Юліан Буцманюк, стрільці Лев Ґец, Осип Сорохтей, Василь Оробець. Проте багато цих творів загубилися у вирі визвольних змагань або були по-варварському знищені радянською владою, як наприклад, твори О. Куриласа, О. Сорохтея, Л. Лепкого, І. Іванця.
Завдяки активній діяльності Пресової кватири творилася стрілецька література, видавалися часописи, які мали значний вплив не тільки на стрілецьке середовище, але й формували національну свідомість та розвивали ідею української незалежності серед широких верств населення. У літературній діяльності стрільців представлено найрізноманітніші жанри: хроніки (підхорунжі Лесь Новіна-Розлуцький, Роман Купчинський,  Ростислав Заклинський, десятник Василь Дзіковський), нариси (стрілець Антін Лотоцький, хорунжий Андрій Баб'юк, сотник Дмитро Вітовський, четар Василь Кучабський, підхорунжий Микола Угрин-Безгрішний), спогади (десятник Василь Дзіковський, підхорунжі Роман Купчинський, Микола Опока), поезії (хорунжий Юліан Назарак, підхорунжі Василь Бобинський, Микола Голубець, Лев Лепкий, Роман Купчинський, Микола Угрин-Безгрішний , Юрій Шкрумеляк, стрілець Антін Лотоцький).
Хоча стрілецькі прозові та поетичні твори й публікувалися в українській пресі, часописах «Свобода», «Діло», все ж існувала нагальна потреба у створенні власних друкованих органів. Для цього за ініціативою сотні Д. Вітовського було започатковано стрілецький «Пресовий фонд», який зорганізував добровільну збірку коштів серед стрілецтва для видання друкованого двотижневика «Шляхи». Протягом 1915 року було зібрано 16000 корон. На ці кошти з грудня 1915 року до кінця 1918 року було видано 44 числа цього двотижневика. У часописі публікували публіцистику, літописи, нариси, поезії, пісні, повісті, новели тощо.
1916 року опубліковано два випуски «Вісника Пресової кватири УСС», 1917 року — літературно-мистецький збірник «Тим, що впали». 1918 року вийшли «Літературний збірник УСС. Червона калина», «Антольогія стрілецької творчості», яка містила 36 статей та 144 ілюстрації (фотографії, малюнки), з лютого до квітня 1918 р. — одинадцять чисел тижневика «Будуччина». Були популярними серед стрільців і гумористично-сатиричні часописи «Самохотник», «Самопал». Деякі з перелічених видань були рукописними і розмножувалися гектографічним способом. У Відні видано фаховий військовий підручник «Про науку боротьби ручними ґранатами» знавця вишкільних справ поручника Б.Гнатевича, збірник стрілецьких пісень, листівки з картинами стрілецького життя.

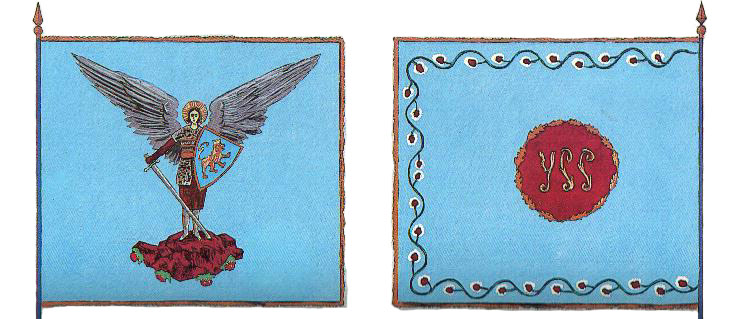
Прапор Українських січових стрільців

Стрілецьку музику творили підхорунжі Михайло Гайворонський, Роман Купчинський, Лев Лепкий, Антін Баландюк та інші. Духовий оркестр під керівництвом підхорунжого Михайла Гайворонського на весну 1917 року нараховував до 30 музикантів. Працювали струнний та смичковий оркестри, хор під керівництвом підхорунжого Леся Гринішака.
Стрілецькі поезія та музика поєдналися в такому феномені, як стрілецькі пісні, у яких звучали патріотичні, журливі, любовні, жартівливі мотиви. Свідченням їх сили стало те, що, незважаючи на страшні репресії, вони збереглися в народній пам'яті і стали загальнонаціональним надбанням української культури.
Від Пресової кватири вийшла ідея знаціоналізування стрілецьких одностроїв, яку енергійно реалізовували І. Іванець і Л.Лепкий. Вони спроектували стрілецьку блюзу (кітель), яка відрізнялася кроєм від австрійської військової блюзи, й запровадили стрілецьку шапку — мазепинку, яку носили члени січово-стрілецьких організацій ще перед війною. І хоча купувати мазепинку й переробляти австрійський однострій необхідно було за власні гроші, стрільці переходили на стрілецький однострій з великою охотою. 1916 року І.Іванець опрацював проект стрілецького прапора, на якому зображено Св. Архистратига Михайла зі щитом і левом на щиті. Таким чином злучено герби Києва і Галичини, як символ соборності українських земель. 28 жовтня 1917 року цей прапор УСС був посвячений митрополитом А. Шептицьким у місці постою Вишколу в Розвадові.
Своєю діяльністю Прес-кватира сприяла підвищенню освітнього та національно-патріотичного рівня січових стрільців, виховувала свідомих українських патріотів. Разом з тим вона спричинилася до популяризації боротьби Леґіону УСС за незалежність України серед їх нащадків, залишивши для них багату спадщину у формі публікацій, нарисів, спогадів, світлин, картин, пісень та інших пам'яток (частково втрачених, знищених), що відтворюють героїчні сторінки історії Леґіону УСС.